# 双辫八色鸫
双辫八色鸫（学名：Hydrornis phayrei），是八色鸫科蓝八色鸫属的一种，分布于缅甸、孟加拉国、老挝、中国大陆、越南、泰国和柬埔寨。该物种的保护状况被评为无危。
双辫八色鸫的平均体重约为100.0克。栖息地包括亚热带或热带的湿润低地林和亚热带或热带的湿润山地林，多生活于610-750米的热带雨林中以及活动于竹林和灌丛间。该物种的模式产地在缅甸Tounghoo。

## 保护
- 中国国家重点保护动物等级：二级

## 亚种
- 双辫八色鸫指名亚种（学名：Hydrornis phayrei phayrei）。在中国大陆，分布于云南等地。该物种的模式产地在缅甸Tounghoo。[4]